# Mayapán
Mayapan, što u prijevodu znači standard Maya, je arheološki lokalitet naroda Maya, najvjerojatnije osnovan oko 1007. g. Postao je dominantna sila na poluotoku Yucatan tek nakon slabljenja Chichen-Itze. Često se smatra posljednjom velikom mayanskom metropolom.

## Povijest
Legenda kaže da je ovaj grad osnovao Quetzalcoatl, negdje u 11. stoljeću, iako za to nema konkretnih dokaza. Oko 1221. godine Maye su se pod vodstvom generala Hunac Ceela pobunili protiv toltečko-mayanskog grada Chichen-Itze, što je rezultiralo stvaranjem poznatog Mayapanskog saveza, te prebacivanjem centralne moći Yucatana iz Chichen Itze u Mayapan. Tada je taj grad bio opasan velikim bedemima te zauzeo vodeću ulogu u savezu koji su činili tri grada: Mayapan, Uxmal i Chichen-Itza. Grad je imao i do 15.000 stanovnika. Hunac Ceel iz bogate porodice Cocóm bio je njezin vladar. Čini se da su pripadnici ove obitelji vladali iznimno samovoljno jer je oko 1441. g. organiziran pobuna sa strane obitelji Xiu (obitelj koja je vladala Uxmalom) koja je rezultirala ubojstvom gotovo cijele obitelji Cocóm te razaranjem i napuštanjem Mayapana. Pad Mayapana je označio početak pravoga kaosa jer je Yucatan postao bojno polje na kojemu se se muđusobno sukobljavali samostalni ratnički gradovi sve do dolaska Španjolaca 1520.

## Arheološki lokalitet
Današnji ostaci obuhvaćaju gradske zidine i veliki trg na kojemu se nalaze najvažnije građevine. Prisutnost zidina je vrlo začuđujuća jer su Mayanski gradovi bili vrlo rijetko utvrđeni te upučuje da je grad zasigurno bio suočen s velikim problemima od strane svojih susjednih gradova. Iako on danas nije jedan od izgledom najprivlačnijih i najimpresivnijih gradova koje su sagradili Maye, ali ipak upučuje na činjenicu da je imao veliku važnost. Čini se da su vladari ovoga razdoblja bili više orijentirani ratovanju nego zadovoljavanju bogova monumentalnim i umijetnički ukrašenim hramovima.
Glavnim trgom dominira velika piramida koja je, kako se čini, sagrađena po uzoru na El Castillo iz Chichen-Itze, samo sto nije niti približno velika, zanimljiva i važna.